# سيلفيا (مغنية)
سيلفيا (بالإنجليزية: Sylvia)‏ هي مغنية وكاتبة غنائية أمريكية، ولدت في 9 ديسمبر 1956 في كوكومو في الولايات المتحدة.

## وصلات خارجية
- سيلفيا على موقع IMDb (الإنجليزية)
- سيلفيا على موقع ميوزك برينز (الإنجليزية)
- سيلفيا على موقع ديسكوغز (الإنجليزية)